# Rafael Rodríguez
Pour les articles homonymes, voir Rodriguez.
Cet article concerne le joueur de baseball. Pour le footballeur, voir Rafael Rodríguez Rapún.
Rafael Rodríguez Duran (né le 24 septembre 1984 à Cotuí, Sánchez Ramírez, République dominicaine) est un ancien lanceur de relève droitier des Ligues majeures de baseball.

## Carrière
Rafael Rodríguez signe son premier contrat professionnel en 2001 avec les Angels d'Anaheim. Il perce l'alignement de l'équipe en 2009, faisant sa première apparition dans le baseball majeur le 15 avril. Il effectue 18 sorties en relève pour les Angels cette année-là, affichant une moyenne de points mérités de 5,58 en 30 manches et deux tiers lancées. Il encaisse la défaite à sa seule décision.
Rodríguez lance dans trois parties des Angels en 2010 avant de faire partie le 25 juillet d'un groupe de joueurs échangés aux Diamondbacks de l'Arizona en retour du lanceur Dan Haren. Rodríguez lance deux manches et deux tiers en deux matchs des Diamondbacks en 2010 et passe le reste du temps en ligue mineure.
Assigné en 2011 aux Aces de Reno, le club-école des Diamondbacks dans la Ligue de la côte du Pacifique, il est libéré par les D-Backs en juillet.